# Friedrich Wilhelm Murnau
Friedrich Wilhelm Murnau (eredeti neve: Plumpe) (Bielefeld, 1888. december 28. – Santa Barbara, 1931. március 11.) német filmrendező.

## Élete

### Fiatalkora
Friedrich Wilhelm Plumpe néven született a vesztfáliai Bielefeld városában. Tanulmányait a híres Heidelbergi Egyetemen végezte művészettörténelem szakon. A Murnau nevet a bajor a Murnau am Staffelsee nevű városka után vette fel. Az első világháborúban vadászpilótaként szolgált.

### Német filmek
Murnau leghíresebb filmje kétségtelenül az 1922-ben forgatott Nosferatu, amit Bram Stoker Draculája ihletett. Murnau ugyan megváltoztatta a neveket és egyes cselekményszálakat, de Stoker özvegye a szerzői jogok megsértése miatt beperelte, amit meg is nyert. Ezért Murnaunak meg kellett semmisítenie a kópiákat, de a külföldi filmszínházaknak köszönhetően néhány tekercs megmaradt.
1924-ben rendezte Az utolsó embert Emil Jannings főszereplésével. A film mérföldkő volt egy újfajta kameratechnika tekintetében, ahol a kamera azt mutatta, amit a filmbeli karakter látott, és lelkiállapotát is tükrözte. Mint Murnau legtöbb munkája Az utolsó ember is tartalmazott expresszionista motívumokat.
Utolsó német filmje az 1926-os Faust volt a svéd Gösta Ekmannal a címszerepben. Murnau a tradíciók és régi legendák szerint mesélte el Johann Georg Faust történetét, mint ahogy Goethe klasszikusa. A film legemlékezetesebb jelenete, amikor az óriás szárnyas Mephisto a város felé emelkedik, és elveti a pestis magvait.

### Hollywood
1926-ban Hollywoodba költözött, hogy Fox Filmstúdiónál dolgozzon, és elkészítette a Virradatot, melyre gyakran úgy hivatkoznak, mint minden idők egyik legjobb filmjére.
A következő két évben elkészítette a mára már elveszett Four Devilst és a City Girlt, amiket később hangosfilmre is adaptáltak az új technológia betörése miatt, de nem lettek túl sikeresek. A gyenge fogadtatás megviselte Murnaut, és otthagyta a Fox stúdiót, és Óceániára utazott. Bora Bora szigetén forgatta a Tabu című filmjét. A film azon jelenetét, ahol egy polinéz nő fedetlen keble látható, az Egyesült Államokban cenzúrázták.

### Halála
Murnau 1931-ben autóbaleset áldozata lett Santa Barbarában, és nem érte meg a Tabu premierjét. A temetés Berlinben volt, ahol mindössze tizenegy ember jelent meg, többek között Emil Jannings, Greta Garbo és Fritz Lang, aki a temetési beszédet mondta.

## Hagyaték
2000-ben E. Elias Merhige elkészítette A vámpír árnyéka című horrort, mely egy fikció arról, miképp készült a Nosferatu. A filmben Murnau egy igazi vámpírt bérel fel, hogy játssza el készülő filmjében Orlok grófot. Murnau szerepét John Malkovich, a vámpírét pedig Willem Dafoe alakította.

## Válogatott filmográfia
- 1922 - Nosferatu
- 1922 - Égő szántóföld (Der brennende Acker)
- 1924 - Az utolsó ember (Der letzte Mann)
- 1925 - Tartuffe (Tartüff)
- 1926 - Faust
- 1927 - Virradat (Sunrise)
- 1931 - Tabu (Tabu: A Story of the South Seas)

## Fordítás
- Ez a szócikk részben vagy egészben  a   F._W._Murnau című angol Wikipédia-szócikk fordításán alapul.  Az eredeti cikk szerkesztőit annak laptörténete sorolja fel. Ez a jelzés csupán a megfogalmazás eredetét és a szerzői jogokat jelzi, nem szolgál a cikkben szereplő információk forrásmegjelöléseként.